# Berg en Dal (Surinam)
Berg en Dal es un pueblo en el ressort de Klaaskreek en el distrito de Brokopondo de Surinam. El pueblo está situado en el río Surinam.

## Historia
En 1713, se fundó un puesto militar cerca del Monte Parnaso, que hoy en día se llama Blauwe Berg. El puesto de avanzada estaba destinado a proteger la colonia contra los ataques de los cimarrones (esclavos fugitivos). En 1722, Hendrik Temminck, gobernador de Surinam en ese momento, fundó una plantación de azúcar. En 1737, se fundó una plantación de madera y se llamó Berg en Dal. En 1762 se firmó un acuerdo de paz con los Saramaka y se disolvió el puesto militar.
En 1830, la Hermandad de Moravia se embarcó en actividades misioneras entre los esclavos y fundó la primera iglesia en 1839. Después de la abolición de la esclavitud, la plantación sufrió un período de decadencia y, en 1870, fue vendida en subasta.
En 1968, se construyó el Afobakaweg a Paramaribo, lo que desencadenó una migración a la ciudad. La Guerra civil de Surinam finalmente resultó en un casi abandono del pueblo; solo una persona permaneció en el pueblo. En 1999, se estableció la fundación Wederopbouw Berg en Dal para revitalizar el pueblo. En 2003, la iglesia se derrumbó. La Hermandad de Moravia inició una empresa conjunta con el hotel Krasnapolsky en Paramaribo, y en 2008 la antigua plantación se transformó en Berg en Dal Eco & Cultural Resort, un complejo vacacional de lujo con 150 habitaciones para el ecoturismo.

## Gente notable
- Johannes Helstone (1853-1927), compositor, pianista y escritor.[9]